# Jadwisin (województwo łódzkie)
Jadwisin – wieś w Polsce, w województwie łódzkim, w powiecie poddębickim, w gminie Wartkowice. 
Do 2023 miejscowość była częścią wsi Kłódno.
Jadwisin wchodzi w skład sołectwa Kłódno.
W latach 1975–1998 Jadwisin należał administracyjnie do województwa sieradzkiego.